# The Meddlers
The Meddlers est un film muet américain réalisé par Allan Dwan et sorti en 1912.

## Synopsis
John Huxley, en compagnie de sa jeune femme et de son secrétaire particulier, Bob Blake, arrive dans l'Ouest pour faire l'inventaire de ses possessions dans les mines. Mme Huxley n'a aucun sentiment pour son mari âgé, et elle se sent très vite attirée par un cow-boy, James Whitmore, qui est fiancé à une jeune fille du pays, Mary Jacobs. Avec l'aide de Bob Blake, l'épouse du vieil homme va tout mettre en œuvre pour que le mariage prévu ne se conclut pas…

## Fiche technique
- Réalisation : Allan Dwan
- Date de sortie : États-Unis : 5 août 1912

## Distribution
- J. Warren Kerrigan : James Whitmore
- Pauline Bush : Mrs Huxley
- Jack Richardson : Bob Blake
- Jessalyn Van Trump : Mary Jacobs